# Nikolaj Arcel
Nikolaj Arcel, född 25 augusti 1972 i Köpenhamn, är en dansk filmregissör och manusförfattare.
Arcel utexaminerades från Den Danske Filmskole 2001.
Han är bland annat känd för att ha regisserat och skrivit A Royal Affair (2012) som nominerades till en Oscar för bästa internationella långfilm. Arcel har även gjort internationell långfilm som The Dark Tower (2017).

## Filmografi i urval
- 2002 – Klättertjuven (manus)
- 2004 – Den tredje makten (regi och manus)
- 2007 – Fighter (manus)
- 2007 – De glömda själarnas ö (regi och manus)
- 2007 – Cecilie (manus)
- 2008 – Resan till Saturnus (manus)
- 2009 – Män som hatar kvinnor (manus)
- 2012 – A Royal Affair (regi och manus)
- 2013 – Kvinnan i rummet (manus)
- 2014 – Fasanjägarna (manus)
- 2017 – The Dark Tower (regi och manus)
- 2023 – Bastarden (regi och manus)